# Pomerania thuộc Thụy Điển
Pomerania thuộc Thụy Điển (tiếng Thụy Điển: Svenska Pommern; tiếng Đức: Schwedisch-Pommern) là một lãnh thổ do Vương quyền Thụy Điển cai trị từ năm 1630 đến năm 1815 trên vùng đất hiện là bờ biển Baltic của Đức và Ba Lan. Sau Chiến tranh Ba Lan và Chiến tranh Ba mươi năm, Thụy Điển nắm quyền kiểm soát rộng rãi đối với các vùng đất ở bờ biển phía nam Baltic, bao gồm Pomerania và một số vùng của Livonia và Phổ (dominium maris baltici).
Thụy Điển, quốc gia đã có mặt ở Pomerania với một đơn vị đồn trú tại Stralsund từ năm 1628, đã giành được quyền kiểm soát hiệu quả đối với Công quốc Pomerania theo Hiệp ước Stettin năm 1630. Theo Hòa ước Westphalia năm 1648 và Hiệp ước Stettin năm 1653, Thụy Điển đã nhận được Tây Pomerania (tiếng Đức: Vorpommern), với các đảo Rügen, Usedom và Wolin, và một dải Hậu Pomerania (Hinterpommern). Các hiệp ước hòa bình đã được đàm phán khi Nữ vương Kristina của Thụy Điển còn là trẻ vị thành niên, và Đế chế Thụy Điển được cai trị bởi một hội đồng nhiếp chính gồm các thành viên của tầng lớp quý tộc cao cấp. Do đó, Pomerania không bị sáp nhập vào Thụy Điển như những gì Pháp giành được trong chiến tranh, điều này có nghĩa là bãi bỏ chế độ nông nô, vì quy định về nông dân và người chăn cừu Pomerania năm 1616 đã được thực hiện ở đó dưới hình thức nghiêm ngặt nhất. Thay vào đó, nó vẫn là một phần của Đế chế La Mã Thần thánh, biến những người cai trị Thụy Điển thành Reichsfürsten (Thân vương đế chế) và để lại cho giới quý tộc toàn quyền quản lý các vùng nông thôn và cư dân của nó. Trong khi giới quý tộc Pomeranian Thụy Điển phải chịu sự suy giảm khi các vị vua cuối thế kỷ XVII giành lại quyền lực chính trị, các điều khoản của Hòa ước Westphalia vẫn tiếp tục ngăn cản việc theo đuổi chính sách thống nhất ở Pomerania cho đến khi Đế chế La Mã Thần thánh bị giải thể vào năm 1806.
Năm 1679, Thụy Điển mất hầu hết các vùng đất Pomeranian ở phía đông sông Oder theo Hiệp ước Saint-Germain-en-Laye, và năm 1720, Thụy Điển mất các vùng đất ở phía Nam sông Peene và phía đông sông Peenestrom theo Hiệp ước Stockholm. Những khu vực này đã được nhượng lại cho Brandenburg-Phổ và được sáp nhập vào Brandenburgian Pomerania. Cũng trong năm 1720, Thụy Điển giành lại phần lãnh thổ còn lại của mình theo Hiệp ước Frederiksborg, vốn đã mất vào tay Đan Mạch năm 1715. Năm 1814, do hậu quả của Chiến tranh Napoleon, Pomerania của Thụy Điển đã được nhượng lại cho Đan Mạch để đổi lấy Na Uy theo Hiệp ước Kiel, và năm 1815, do kết quả của Đại hội Viên, được chuyển giao cho Vương quốc Phổ.